# تیانا بارتولتا
تیانا بارتولتا (انگلیسی: Tianna Bartoletta; née Madison; زادهٔ ۳۰ اوت ۱۹۸۵) یک دونده رشته‌های ۶۰ متر، ۴ در ۱۰۰ متر امدادی و پرش طول اهل ایالات متحده آمریکا است.

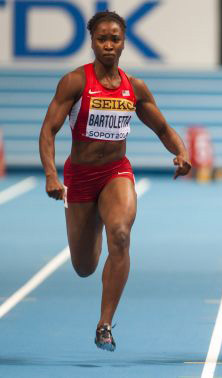